# Desfile do Dia da Vitória em Moscou de 1965
O Desfile do Dia da Vitória de Moscou de 1965 (russo:  Парад Победы, tr. Parad Pobedy) ocorreu em 9 de maio de 1965 na Praça Vermelha em Moscou celebrando 20º aniversário da Vitória na Europa. O desfile marcou a vitória da União Soviética na Grande Guerra Patriótica sobre a Alemanha Nazista. Foi o primeiro desfile desde o realizado em 1945 e também o segundo de quatro desfiles do Dia da Vitória realizados na existência da União Soviética.

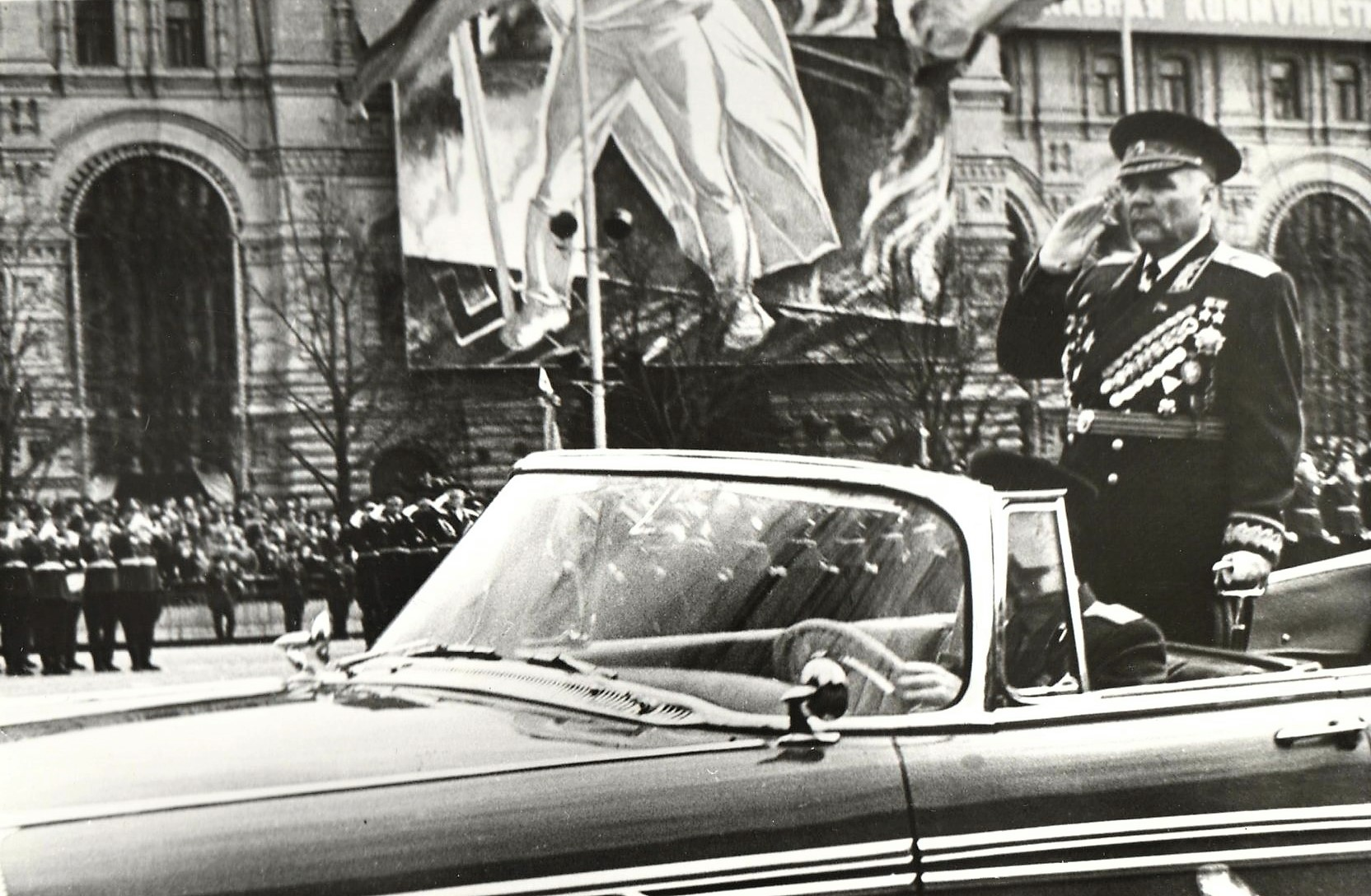
O ministro da Defesa soviético e inspetor do desfile, marechal Rodion Malinovsky, fazendo a saudação durante o desfile militar, em 9 de maio de 1965

Antes de 1965, o Dia da Vitória não era um feriado muito importante e não eram realizados desfiles para comemorar a vitória soviética, com exceção do Desfile do Dia da Vitória realizado em 1945. O Desfile do Dia da Vitória de 1965 foi o segundo após o desfile de 1945. Posteriormente, o próximo desfile seria realizado 20 anos mais tarde, em 1985. Vale ressaltar que, naquele ano foram realizados desfiles em cidades soviéticas por todo o país, em Vladivostok e Kishinev os desfiles aconteceram pela primeira vez.

## Eventos
O desfile foi observado pelas figuras políticas soviéticas do Mausoléu de Lenin. As principais figuras políticas presentes foram o Secretário-Geral do Partido Comunista Leonid Brezhnev, o Presidente do Conselho de Ministros Alexei Kosygin e o Ministro da Defesa Marechal Rodion Malinovsky, entre outros líderes do governo soviético. 12 delegações de nações socialistas como a República Popular da Bulgária, Cuba e Vietnã do Norte compareceram ao desfile, com dignitários incluindo o Primeiro-Ministro Willi Stoph, o membro do Politburo da Checoslováquia Zdeněk Fierlinger, o membro do Politburo da Argélia Houari Boumédiène e a Presidente do Partido Comunista da Espanha Dolores Ibarruri. O desfile foi comandado pelo Comandante Geral do Exército do Distrito Militar de Moscou, o General do Exército Afanasy Beloborodov. Nesse desfile, Mikhail Egorov e Meliton Kantaria, os dois sobreviventes que então hastearam a Bandeira da Vitória em Berlim, escoltaram a guarda de cor da bandeira enquanto ela marchava em frente aos dignitários na Praça Vermelha, com o coronel aposentado Konstantin Samsonov carregando a bandeira.
Neste desfile, o que é hoje a 1.ª Companhia de Guardas de Honra do 154.º Regimento de Comandantes Independentes de Preobrazhensky fez sua estreia no desfile. Vários dos oficiais veteranos vivos da guerra com a patente de Marechal da União Soviética, incluindo Gueorgui Júkov, o inspetor do Desfile do Dia da Vitória original de 1945 compareceram ao evento.

## Ordem completa do desfile
Seguindo a limusine que transportou o General do Exército Beloborodov, o desfile passou pela Praça Vermelha na seguinte ordem:
Bandas Militares
- Bandas militares em massa do Distrito Militar de Moscou

Coluna de Solo
- Guarda de cor da Bandeira da Vitória
- Companhia de Guarda de Honra
- Corpo de Tambores do Colégio Militar de Música de Moscou
- Academia Política Militar VI Lenin
- Academia de Artilharia Militar "Felix Dzerzhinsky"
- Academia Militar de Forças Blindadas
- Academia de Engenharia Militar
- Academia Militar de Defesa e Controle Químico
- Academia da Força Aérea Yuri Gagarin
- Academia Zhukovsky de Engenharia da Força Aérea
- Escola de Treinamento de Alto Comando Militar de Moscou "Soviete Supremo da RSFS da Rússia"
- Instituto de Guardas de Fronteira de Moscou das Forças de Defesa de Fronteira da KGB "Conselho Municipal de Moscou"
- OMSDON Ind. Divisão Motorizada das Tropas Internas do Ministério de Assuntos Internos da URSS "Felix Dzerzhinsky"
- Escola Militar Suvorov
- Escola Naval Nakhimov

Quase um terço dos participantes do desfile eram veteranos da guerra.